# Parachela ingerkongi
Parachela ingerkongi är en fiskart som först beskrevs av Banarescu, 1969.  Parachela ingerkongi ingår i släktet Parachela och familjen karpfiskar. Inga underarter finns listade i Catalogue of Life.